# The Mountain
A Montanha é um seriado de tv norte-americano, transmitido nos EUA pelo The WB e no Brasil pelo SBT dentro do programa Tele Seriados. Teve uma única temporada entre 2004 e 2005. Foi criado e produzido por McG. O produtor executivo foi Shaun Cassidy.
A série obteve pouca audiência nos EUA, e acabou sendo cancelada.

## Elenco
(por ordem dos créditos)
- Oliver Hudson  (David Carver Jr.)
- Anson Mount  (Will Carver)
- Shelley Carver (Tara C. Thompson)
- Penn Badgley  (Sam Tunney)
- Elizabeth Bogush  (Max Dowling)
- Alana de la Garza  (Maria Serrano)
- Tommy Dewey  (Michael Dowling)
- Johann Urb  (Travis Thorson)
- Mitch Pileggi  (Colin Dowling)
- Barbara Hershey  (Gennie Carver)
- Kaylee DeFer  (Scarlett)